# Interne keuken
"Interne keuken" was een Vlaams radiopraatprogramma dat van 2010 tot 2022 op Radio 1 werd uitgezonden, en ook als podcast beschikbaar is. Het werd gepresenteerd door Koen Fillet en Sven Speybrouck. Wekelijks interviewden zij twee uur lang live vier gasten die "hebben nagedacht over het leven en de wereld en praten met hen over wetenschap, geschiedenis en samenleving." Bij elk van de vier onderwerpen hoorde één van de gasten als "kenner" die er dan zo'n twintig minuten over mocht vertellen. Vaak waren de onderwerpen gebaseerd op een recent boek (non-fictie), documentaire of evenement, waarbij dan ofwel de auteur ofwel een kenner over dit onderwerp mocht komen vertellen. Regelmatig was er ook een muzikant te gast die vertelde over zijn muziekinstrument, of een muziekkenner over een componist of een zanger, wat dan opgeluisterd werd met de bijhorende muziek.
De naam kwam door de setting 's middags "aan de eettafel", de eerste jaren trouwens in de eigen keuken van een van de presentatoren. Tussen de onderwerpen door kregen de gasten en presentatoren ook een maaltijd.
Het programma stopte na twaalf seizoenen op 25 juni 2022. De afleveringen zijn nog beluisterbaar als podcast.

## Prijzen
Op 24 januari 2014 werd het programma met een Gulden Boek onderscheiden.